# Patrick Karegeya
Patrick Karegeya (Mbarara, 1960 – Johannesburg, 31 de desembre de 2013) era el cap del Servei d'Intel·ligència de Ruanda. Després de ser empresonat dues vegades per indisciplina, deserció i insubordinació, va ser destituït del seu rang de coronel el 2006 i es va exiliar a l'any 2007. Va ser assassinat a Johannesburg (Sud-àfrica) el 31 de desembre de 2013.

## Carrera
Karegeya va néixer a Mbarara al sud-oest d'Uganda. Va estudiar a la Universitat Makerere on va obtenir un títol de llicenciat en dret. Es va unir a l'Exèrcit de la Resistència Nacional a Uganda, però va ser arrestat al juny de 1982 i acusat de traïció, passant tres anys a la presó. Després es va unir al president Yoweri Museveni en la lluita contra el derrocat Milton Obote.
Era un tinent de la intel·ligència militar d'Uganda quan es va prendre la decisió d'envair Ruanda, en un moment quan el seu amic Paul Kagame estava estudiant als Estats Units.
De 1994 a 2004, Karegeya va ser Director General d'Intel·ligència Exterior de les Forces Ruandeses de Defensa. Com a cap d'intel·ligència a Ruanda, tenia un gran poder. Karegeya va ser arrestat i va complir una condemna de 18 mesos per deserció i insubordinació. Va ser desposseït del seu rang de coronel el 13 de juliol de 2006 per un tribunal i va fugir del país el 2007. Més tard, Kagame va afirmar que Karegeya estava a sou de la intel·ligència militar de Sud-àfrica.
L'agost de 2010 Karegeya va dir al diari ugandès The Observer que Kagame era un dictador que deixaria el poder llevat que fos forçat a sortir per la guerra. El mateix mes, va dir a la BBC que Kagame havia ordenat una sèrie d'assassinats polítics.

## Mort
L'1 de gener de 2014, Karegeya va ser trobat mort al Michelangelo Towers, un hotel de luxe al barri de Sandton a Johannesburg], Sud-àfrica. Els informes van indicar que s'havia anat a atendre una trobada a l'hotel quan el van assassinar. Les circumstàncies que condueixen a la seva mort romanen desconegudes. Les investigacions de la policia La realització de Sud-àfrica són encara que el partit d'oposició de Rwanda, el Congrés Nacional de Ruanda (CNR) va dir en una declaració a l'AFP que "va ser estrangulat pels agents del [president de Ruanda, Paul] Kagame," després d'haver sobreviscut anteriorment a diversos intents d'assassinat. Karegeya deixava la seva dona Leah i tres fills.
Alguns dies després de la seva mort, Paul Kagame, en una aparent referència a la mort de Karegeya, va dir que "no es pot trair Ruanda i no ser castigat per això […] qualsevol, fins i tot els que segueixen vius, patiran les conseqüències. Qualsevol persona. És una qüestió de temps." Quan va ser confrontat, Kagame va negar la seva responsabilitat, però va afegir que "Actualment desitjo que Ruanda ho hagués fet. Realment ho desitjava."
Es va informar per la premsa sud-africana que Karegeya havia acordat prescindir dels seus detalls de seguretat sud-africans el 2012. El govern de Sud-àfrica lihavia proporcionat protecció des de l'arribada de Karegeya a Sud-àfrica el 2007. La decisió de proporcionar protecció era influenciada pels intents d'assassinat d'un altre exiliat ruandès a Sud-àfrica, Faustin Kayumba Nyamwasa, antic cap d'estat major de l'exèrcit.